# 雪姓
雪姓是一個罕見的姓氏。它的來源不詳，總人口亦不詳，但現時的雪姓族群大都是回族人，也有不少汉族人。大多數聚居於華北，包括有北京市、呼和浩特及山東省的平度市，以及甘肃省庆阳市、宁夏等地。台灣地區亦有人姓雪。有超過600年的歷史。

## 延伸阅读
[在维基数据编辑]
 《欽定古今圖書集成·明倫彙編·氏族典·雪姓部》，出自陈梦雷《古今圖書集成》

## 外部連結
- 萬家姓的「雪氏宗祠」 （页面存档备份，存于）
- 萬家姓：雪姓纪念馆 （页面存档备份，存于）
- 中國平度市政府：鎮街网站>明村鎮>所轄村庄>馬地鎮 （页面存档备份，存于）